# Jacob Kumsius
Jacob Kumsius (1718 – Gouda, 9 februari 1802) was een Nederlandse schout.

## Leven en werk
Kumsius vestigde zich in de tweede helft van de 18e eeuw als bierbrouwer in Gouda. Hij verkreeg op 22 december 1769 het poorterschap van Gouda. Ruim acht jaar eerder, op 10 april 1761 was hij in Gouda getrouwd met Catharina van der Hoeve, dochter van de Goudse regent en burgemeester mr. Frederik van der Hoeve. Kumsius bezat in Gouda de bierbrouwerij het Anker op de Westhaven. Hij vervulde in Gouda diverse regentenfuncties, zo was hij commissaris van de waterschappen, kerkmeester en regent van het leprooshuis. In 1762 werd hij benoemd tot schout en secretaris van het nabij Reeuwijk gelegen Middelburg. In die functie volgende hij zijn zwager Jan Cornelis van Eijck op, die getrouwd was met Adriana Willemina van der Hoeve. In 1795 werd zijn taak als schout van Middelburg overgenomen door de president van het "Comité Civiel". Na het overlijden van zijn vrouw in 1768 hertrouwde Kumsius met Maria van Noorle. Hij overleed in februari 1802, volgens zijn zoon in zijn tachtigste levensjaar, in Gouda.